# Lostag
Lostage (auch Lurtage, Rotelstage, Ratstage, Ratsnächte) sind im Bauernjahr bestimmte Tage, die nach altem Volksglauben für das Wetter der kommenden Wochen und damit für die Verrichtung verschiedener landwirtschaftlicher Arbeiten, wie etwa den Beginn der Aussaat oder den Ausgang der Ernte, bedeutsam waren. Die Bezeichnung und das Datum solcher Lostage orientiert sich am Heiligenkalender des Kirchenjahres. In dem Wort Lostag blieb die Bedeutung von „Los“ im Sinne von „Geschick“ erhalten.
Als Lostage werden unter anderem die Feste Mariä Lichtmess am 2. Februar und Kathedra Petri am 22. Februar, die sogenannten Eisheiligen Mitte/Ende Mai, das Fest des heiligen Medardus am 8. Juni, der Johannistag am 24. Juni, der Siebenschläfertag am 7. Juli (statt am 27. Juni), der Michaelistag am 29. September, der Hubertustag am 3. November und der Weihnachtstag angesehen. Einige Lostage waren zugleich auch Dingtage für Dienstboten und Landarbeiter.
In Nordamerika hat sich der 2. Februar als Groundhog Day im populären Brauchtum erhalten.